# Cui Bai

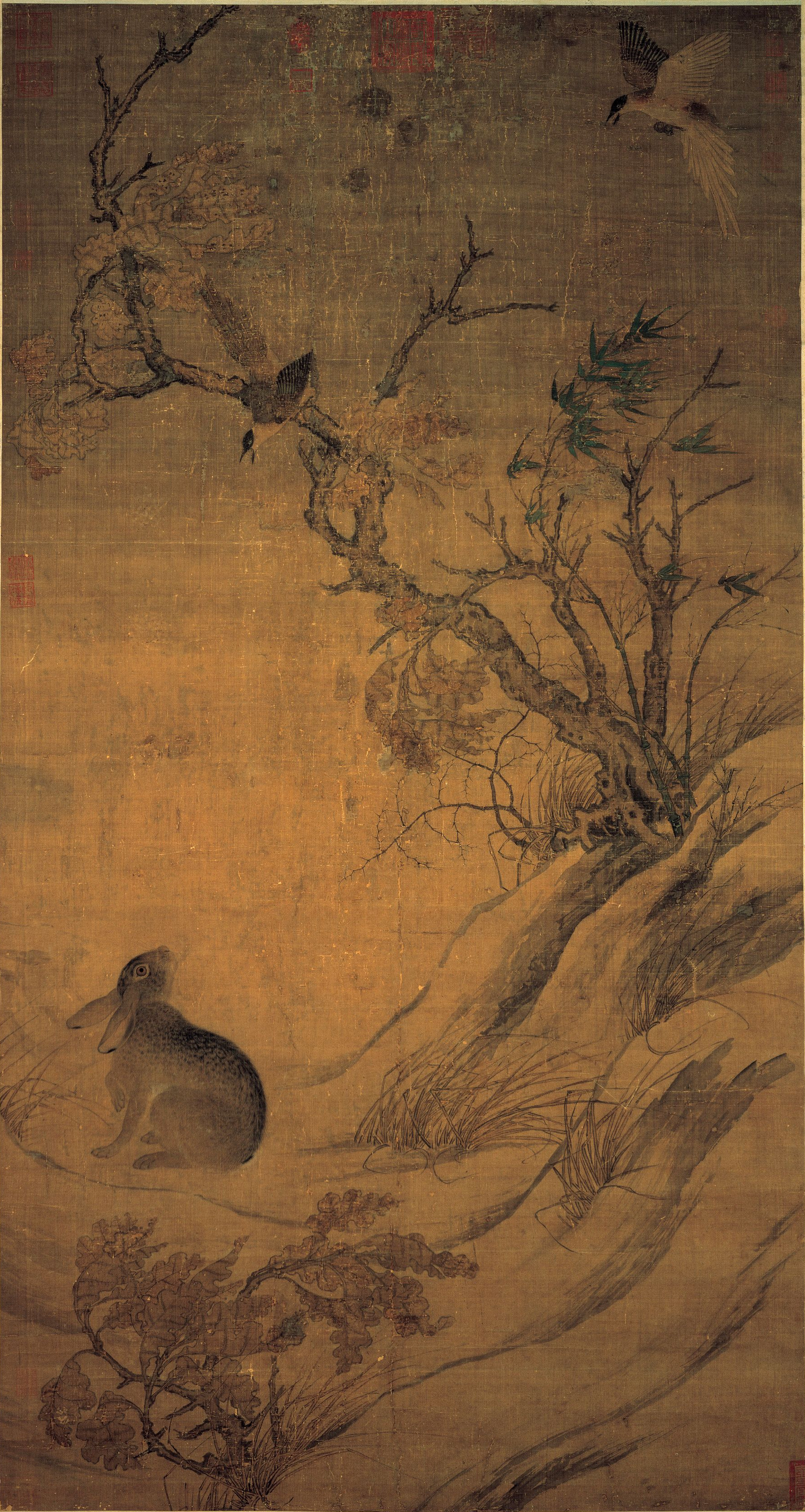
Garses i llebre'

Cui Bai (en xinès simplificat: 崔白; en xinès tradicional; 崔白; en pinyin: Cuī Bái) fou un artista xinès durant la dinastia Song del Nord, originari de la província d'Anhui fl. 1050–1080. Va arribar a ser pintor de la cort (emperador Shenzong). Destacava per les seves pintures d'animals i plantes. Una de les seves obres més conegudes la “Doble felicitat” (denominada així perquè dues garses en xinès es pronuncia igual que dues felicitats) es conserva al Museu del Palau Nacional de Taipei.